# 유럽 고속도로 105호선

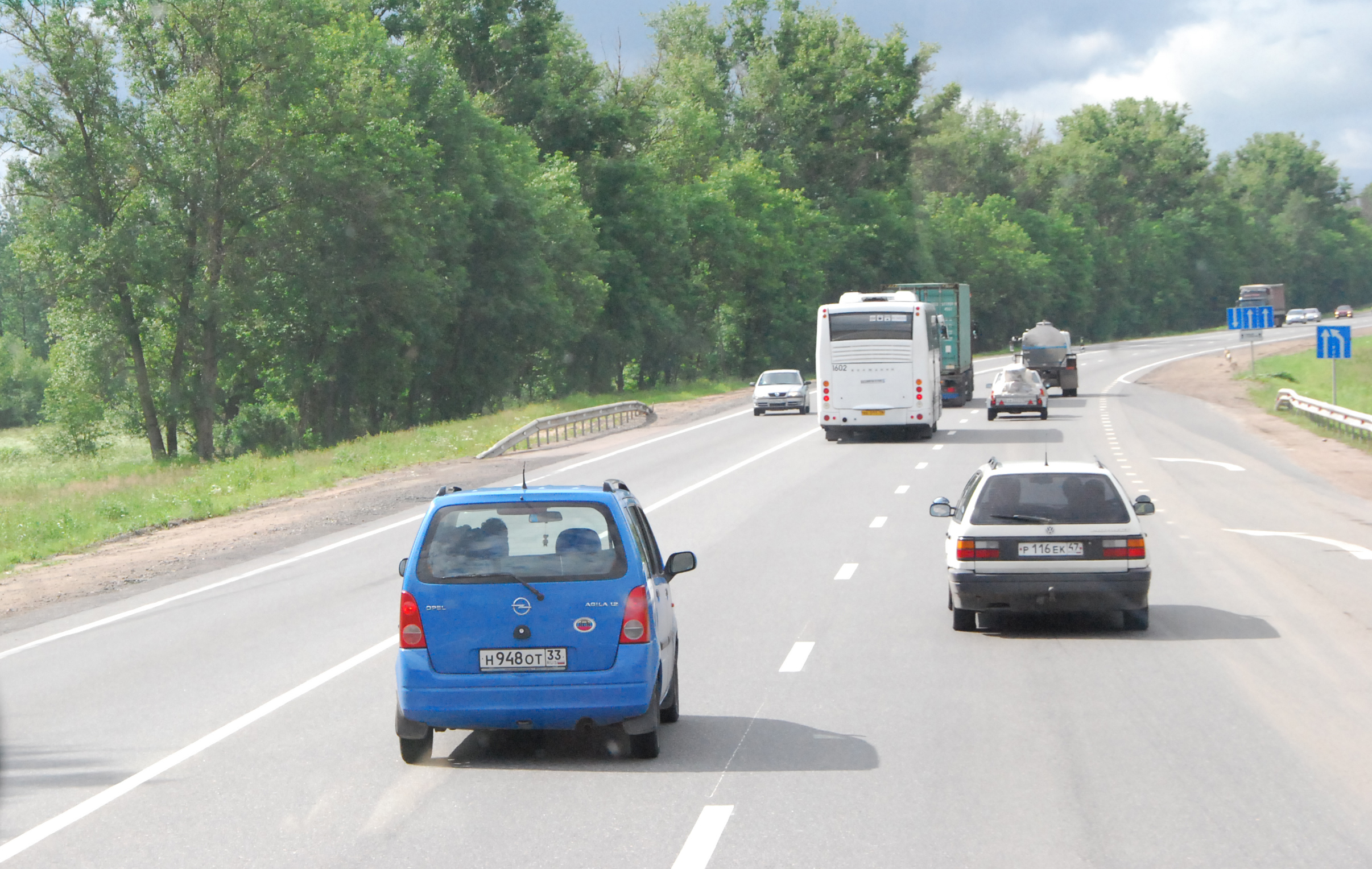
상트페테르부르크에서 모스크바로 내려오는 길목이기도 하는 벨리키노브고로드의 교외 부근이다. 그러나 대도시 지역을 제외한 고속도로는 통상적으로 2차선으로 이루어져 있어, 건널목 부근에서 통과하거나 좌회전하게 되더라도 중앙차선이 존재하게 되는 경우도 있다.

유럽 고속도로 105호선(E105, European route E105)은 노르웨이 시르케네스에서 출발하여 러시아를 거쳐 우크라이나의 얄타까지 이어주는 총 연장 2,527 km의 거리를 가진 국제 E-road 네트워크 노선망이기도 하다. 그러나 이 고속도로는 러시아를 두번 건너는 것으로 보이지만 하나는 러시아 본토를 또 다른 하나는 우크라이나와의 영토 분쟁중인 크림반도를 건너는 것으로 드러나고 있다.

## 주요 경유지
- 노르웨이 : 시르케네스
- 러시아 : 무르만스크, 칸달락샤, 벨로모르스크, 페트로자보츠크, 상트페테르부르크, 벨리키노브고로드, 발다이, 비시니볼로초크, 트베리, 클린, 솔네츠노고르스크(영어판), 툴라, 오룔, 벨고로드
- 우크라이나 (크림반도 제외) : 하르키우, 자포리자
  - 영토 분쟁 지역 ( 러시아/ 우크라이나) : 심페로폴, 알루시타, 얄타

## 갤러리

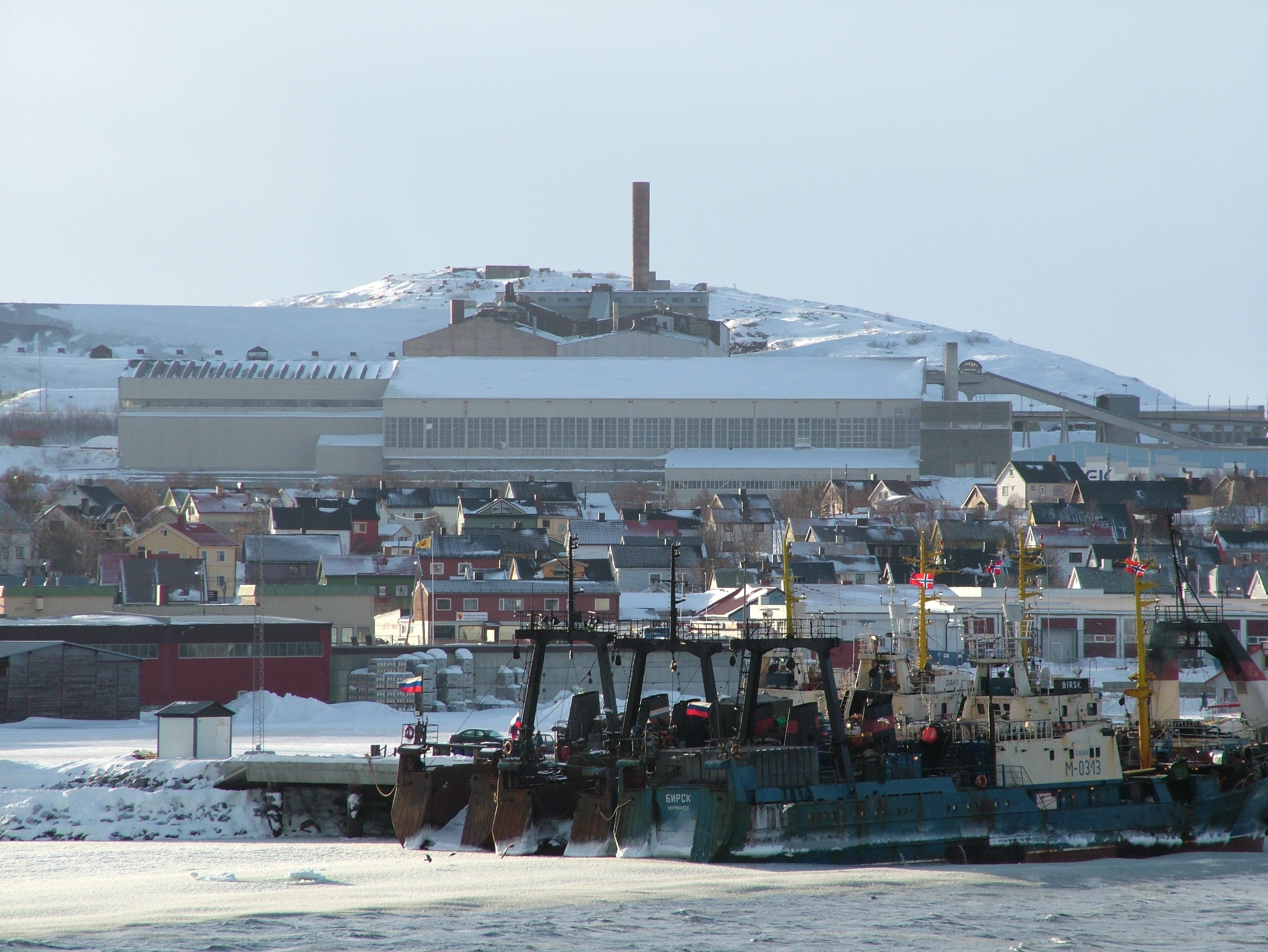
시르케네스 (노르웨이)
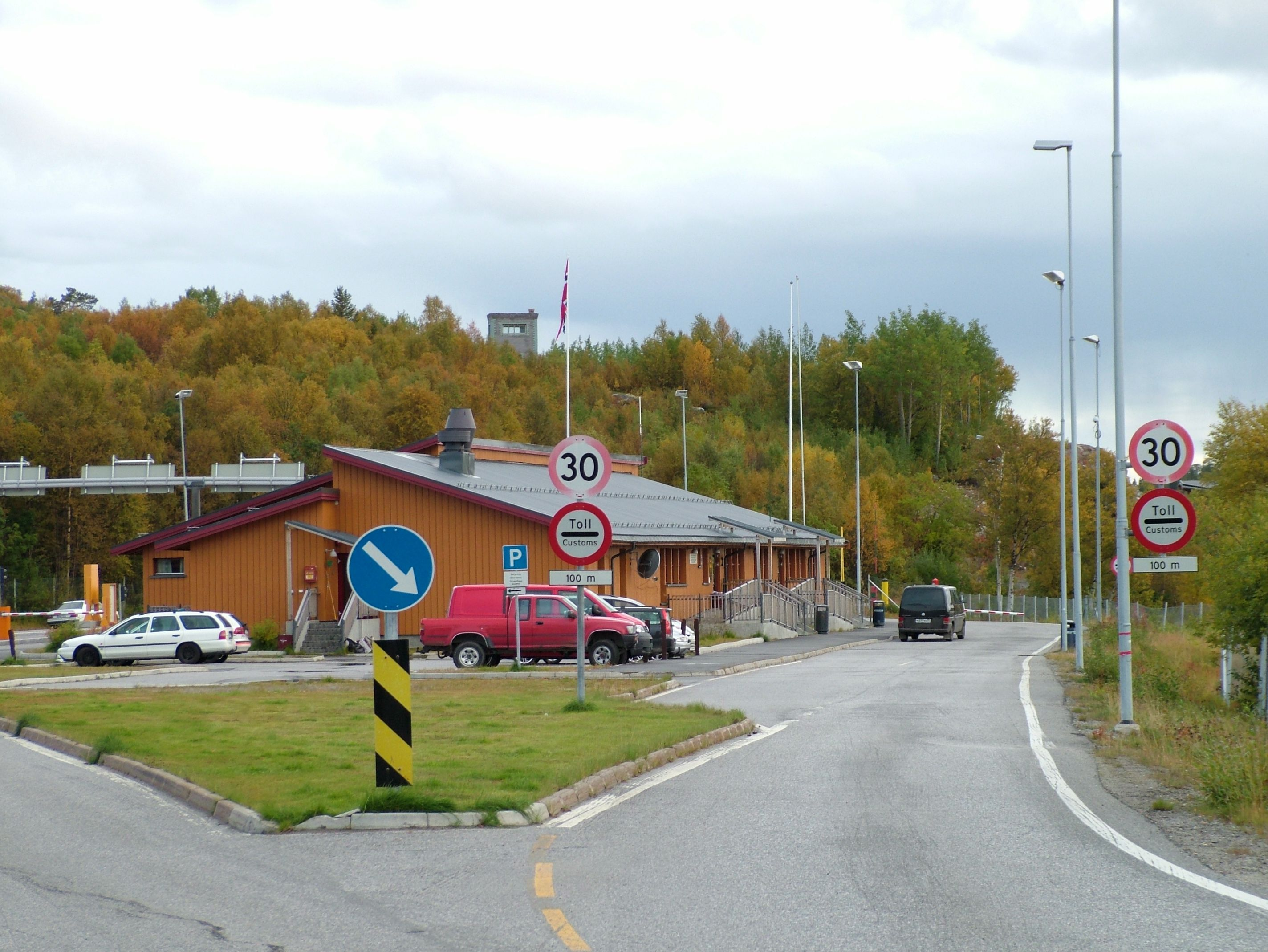
노르웨이-러시아 국경선
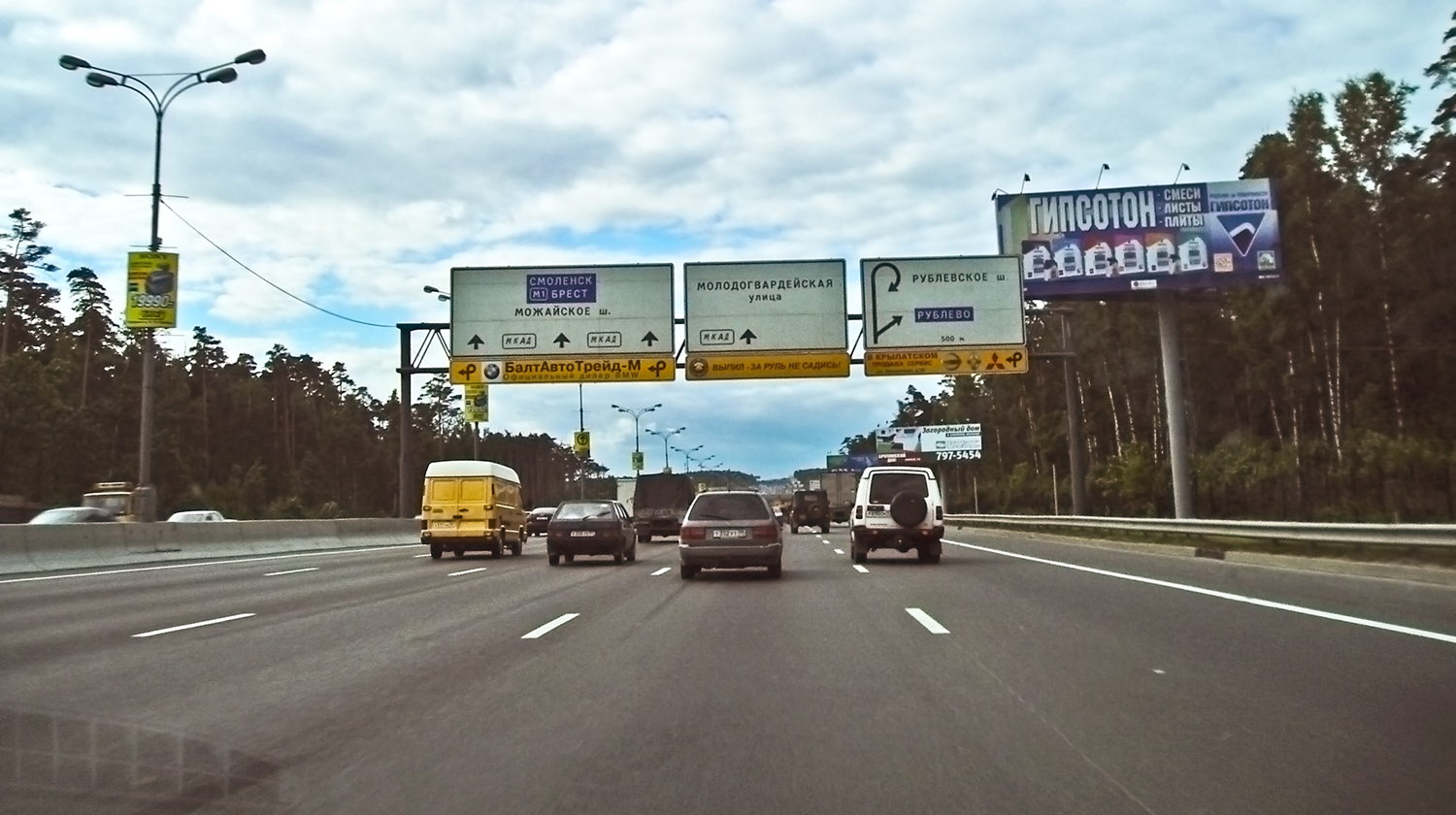
모스크바를 관통하고 있는 MKAD(영어판, 러시아어판) (러시아)
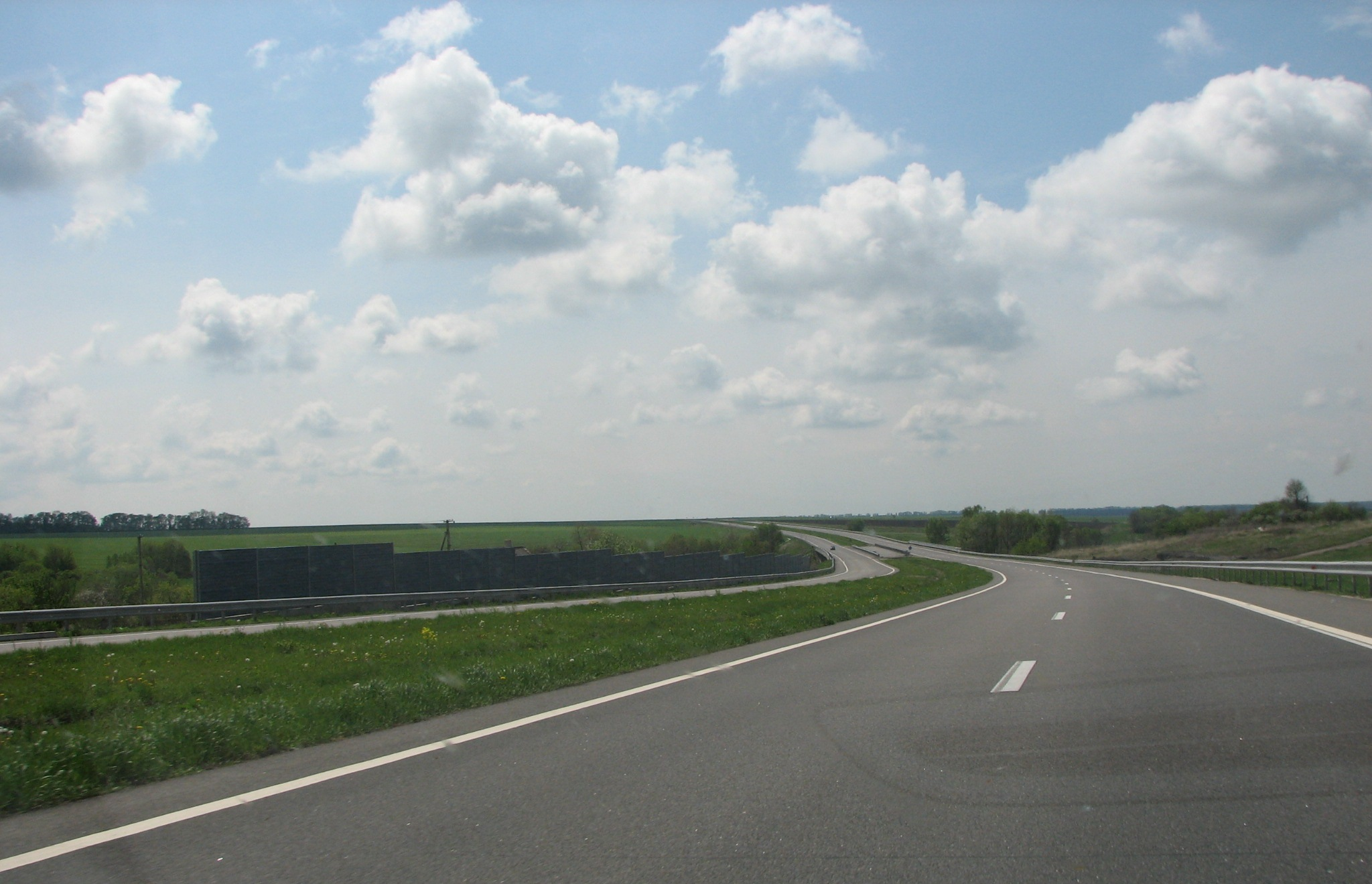
우크라이나를 지나가고 있는 E105 고속도로 (하르키우 - 드니프로)
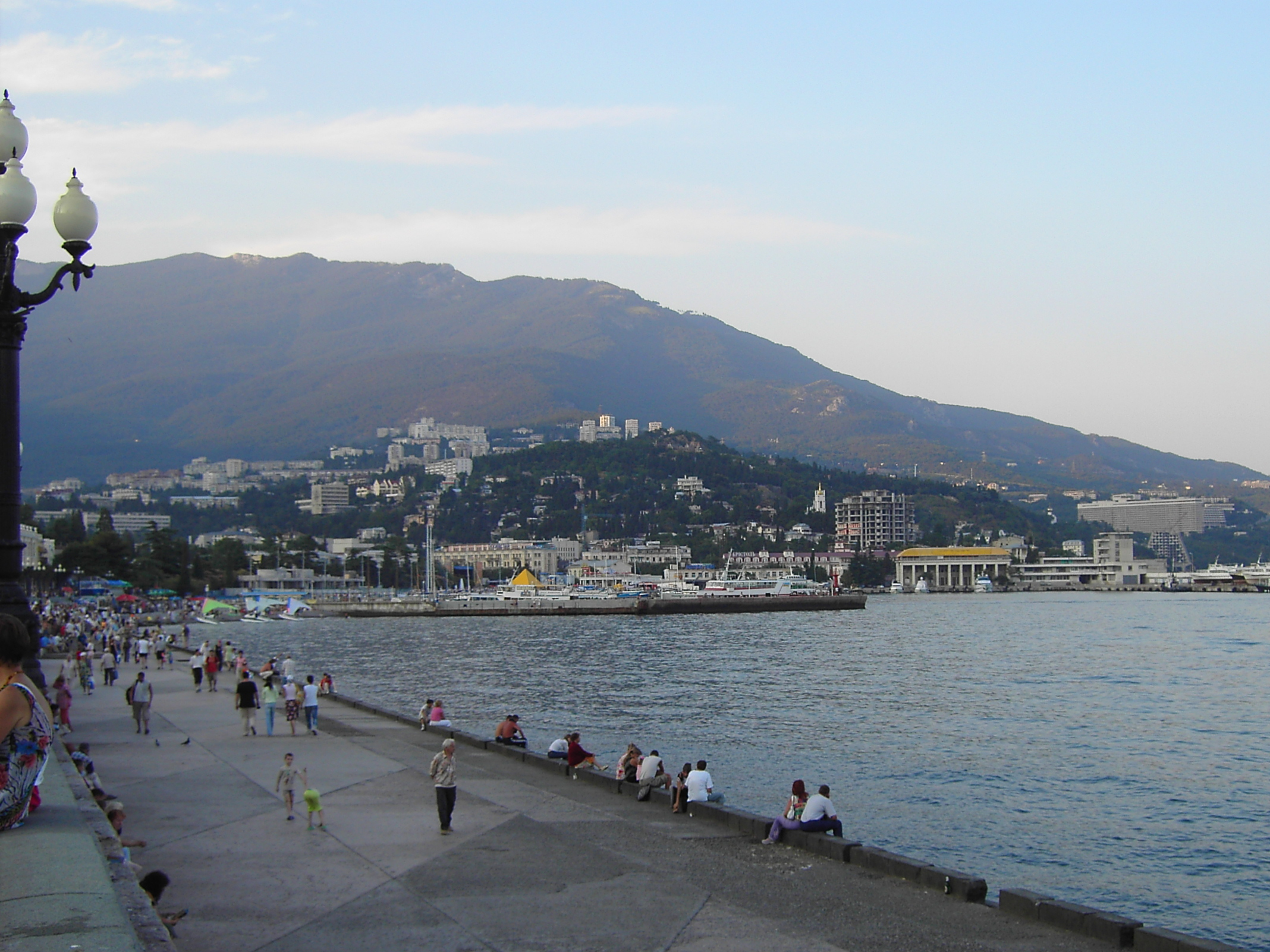
얄타 (크림반도)